# Sentinel Beast
Sentinel Beast est un groupe américain de heavy metal, originaire de Sacramento, en Californie, actif entre 1984 et 1987, puis entre 2007 et 2011.

## Histoire
Le groupe est formé en 1984 par Debbie Gunn (chant), Michael Spencer (basse) et Scott Awes (batterie). Les guitares électriques sont tenues par Greg Williams et Jerry Fraiser, qui sont remplacés plus tard par Barry Fischel et Mark Koyasako. La même année, le groupe sort sa première démo intitulée Kill the Witch. L'année suivante, le groupe publie deux autres démos, Depths of Death et Demo 3. Par la suite, Kerry King (Slayer) et Kenny Powell (Omen) découvrent le groupe. Cela permet au groupe d'enregistrer son premier album Depths of Death en 1986 et de le publier la même année via Metal Blade Records (États-Unis) et Roadrunner Records (Pays-Bas). Le groupe ouvre des concerts pour d'autres groupes comme Slayer, Exodus, Megadeth, Mercyful Fate, King Diamond et Motörhead. Le groupe éclate lorsque Michael Spencer quitte le groupe en 1987. Spencer rejoint Flotsam and Jetsam pour remplacer Jason Newsted, qui joue désormais dans Metallica. Debbie Gunn rejoint Znöwhite peu de temps après.
En 2007, le groupe se reforme avec la première chanteuse, Debbie Gunn. En 2008, le groupe effectue sa première tournée en Europe passant notamment au Keep It True, et ouvre des concerts pour le groupe Omen. Après quelques changements dans le line-up, le groupe se compose désormais, outre Debbie Gunn, des guitaristes Dana Lindstrom et Ken Korpi, du bassiste Steve Oliver et du batteur Mark Varian. En 2011, Lindstrom est remplacé par le guitariste Jake Nunn. 
Le groupe ne semble plus actif depuis. Le 26 novembre 2021, MDD Records réédite le premier album, Depths of Death, du groupe sur CD.

## Style musical
Le groupe joue du thrash metal classique des années 1980. Le chant de la chanteuse Gunn, assez grave pour une femme, est particulièrement caractéristique. 

## Discographie
- 1984 : Kill the Witch (démo)
- 1985 : Depths of Death (démo)
- 1985 : Demo 3 (démo)
- 1986 : Depths of Death (album, Roadrunner Records, Metal Blade Records)
- 1987 : Demo (démo)
- 2010 : Up from the Ashes (compilation, Stormspell Records)